# 朱銳 (演員)
朱锐（1987年8月23日—），中国大陆主持人、女演员，生于江西樟树，安徽芜湖人。毕业于北京电影学院2004级表演系，因电视剧《媳妇的美好时代》和《辣妈正传》走入观众视线，还曾出演过《新四军女兵》、《一仆二主》、《产科医生》、《爷们儿》等多部影视剧。2016年在网剧《无间道》中出演心理医生胡佳琳。